# (23030) Jimkennedy
(23030) Jimkennedy (1999 XR7) – planetoida z pasa głównego asteroid okrążająca Słońce w ciągu 5,11 lat w średniej odległości 2,97 j.a. Odkryta 4 grudnia 1999 roku.